# Бас Ян Адер
Бас Ян Адер (на нидерландски: Bas Jan Ader) e нидерландски концептуален артист.
Той живее в Лос Анджелис, Калифорния през последните дванадесет години от живота си. Работата му в много случаи е представена като фотографии и филми на неговите изпълнения. Прави перфектни инсталации, включително „Моля, не ме оставяй“ (1969).
Адер изчезва в морето през 1975 г., опитвайки се да прекоси Атлантическия океан от САЩ до Англия, плаващ с платноходка. Неговата лодка е открита на брега на Ирландия на 18 април 1976 г. и има малко улики за съдбата му.

## Ранен живот и образование
Роден е на 19 април 1942 г. Израства в Дриборг, малко селце в холандската провинция Гронинген. Баща му Бастиаан Ян Адер и майка му Йохана Адриана Адер-Апелс са калвинисти. Баща му е екзекутиран през 1944 г. от нацистите заради големите му усилия да помогне на еврейските си сънародници да избягат от Холокоста.
По време на юношеството си, Адер се занимава с изкуство в академията Gerrit Rietveld в Амстердам, а по-късно в САЩ по време на програма за обучение в чужбина. Адер завършва Колеж по изкуство и дизайн в Отис през 1965 г. и университета „Клермонт“ през 1967 г. След завършване на обучението си, преподава в различни институции, включително в Монтана.

## Работа
Адер прави снимки, както и няколко късометражни черно-бели филма, в които той е единственият участник.
Една от най-известните му творби, се състои в триминутен безмълвен черно-бял филм, плачещ, няколко снимки (дълги коси и къси коси) и пощенска картичка, изпратена до негови приятели с надписа „Аз съм твърде тъжен да ви кажа“. На други филми седи на стол на покрива, докато не пада.
През 1969 – 1970 г. анонимно публикува списание за сатирично концептуално изкуство – Landslide със своя приятел Уилям Левит. Списанието включва „интервюта“ с несъществуващи художници, като „Брайън Шитарт“, и шеги като „разширяваща се скулптура“, която представлява пет опаковани фъстъци в плик. Макар и сатирично на концептуалното изкуство, самото списание се счита за произведение на концептуалното изкуство.
През 1973 г. той прави „В търсене на чудотворната (Една нощ в Лос Анджелис)“ серия от снимки, показващи самотна фигура, скитаща през нощта в Лос Анджелис, търсейки навсякъде с фенер. Това е първата част от трилогия.

## Изчезване
На 9 юли 1975 г. Адер тръгва с 4-метрова модифицирана платноходка, наречена Ocean Wave, за да направи прекосяване на североизточната част на Атлантическия океан. Той изчислява, че пътуването ще му отнеме около два месеца и половина. Неговата празна лодка е открита девет месеца след като е отплавал, плаваща почти вертикално във водата, на 200 морски мили (360 километра) на запад от Енд Ленд, и на 100 морски мили южно от Ирландия. Открита е от испански рибари, които я закарват в Ла Коруня, откъдето тя е открадната някъде между 18 май и 7 юни 1976 г.
Не е известно как Адер е загинал. Това е източник на много спекулации. Засичанията на него и неговата лодка край американското източно крайбрежие и Азорските острови са непотвърдени. Адер е пълноправен моряк, плавал с яхта от Мароко до Калифорния през 1962 – 1963 г. Неговият брат Ерик, опитен океански моряк, смята, че фиксираната точка на лодката, към която е прикрепена линията му на живот, е изтласкана, когато е паднал. Неговото заключение се основава на интервюта с хора в Испания, които виждат извлечената му лодка преди да бъде открадната.